# Harumi Fujita
Harumi Fujita (藤田 晴美?; Tondabayashi, 1961) è una compositrice giapponese.

## Biografia
Ha collaborato alla colonna sonora di diversi videogiochi per SNK e Capcom. Tra i titoli a cui ha contribuito figurano 1943: The Battle of Midway (e la sua versione ridotta 1943 Kai: Midway Kaisen), Bionic Commando, Final Fight, Ghosts 'n Goblins, Gargoyle's Quest, Mega Man 3 e Strider.